# Togo
Pour les articles homonymes, voir Togo (homonymie).
République togolaise

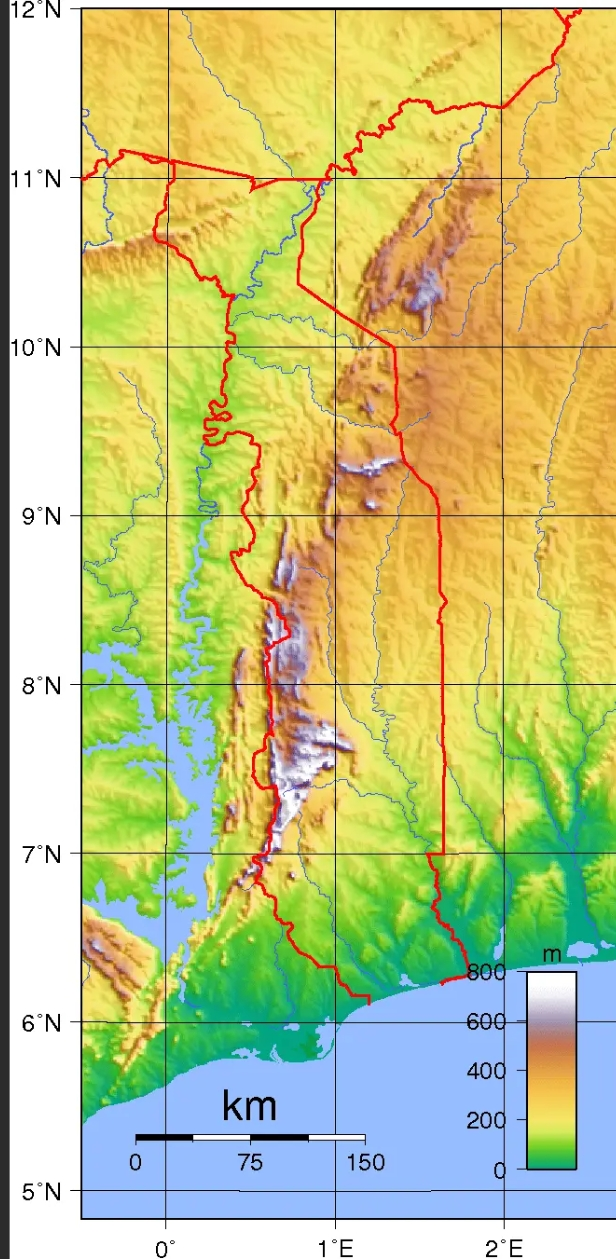
Carte topographique du Togo.

Le Togo, en forme longue la République togolaise, est un pays d'Afrique de l'Ouest dont la population est estimée à environ 9,72 millions d'habitants en 2025 pour une densité de 164 hab./km2. Le pays a un profil géographique semblable à un rectangle de 600 km de long et 100 km de large en moyenne. D'une superficie de 56 785 km2, le pays fait partie des plus petits États africains. Le Togo tire son nom de l'actuel Togoville. Bordé au nord par le Burkina Faso, au sud par l'océan Atlantique, à l'est par le Bénin et à l'ouest par le Ghana, le Togo présente une grande diversité de paysages : une côte de sable au sud, au centre des collines, des vallées et les montagnes de l'Atacora traversant le centre du pays, et au nord des plaines arides et de grandes savanes.
Le Togo a pour capitale économique, politique et administrative la ville de Lomé. Sa langue officielle est le français et sa monnaie est le franc CFA. Le pays est membre de l'Organisation des Nations unies (ONU), de l'Organisation internationale de la francophonie (OIF) depuis 1970, du Fonds monétaire international (FMI), de l'Organisation des Nations unies pour l'éducation, la science et la culture (UNESCO), de l'Organisation pour l'harmonisation en Afrique (OHADA), de la Communauté économique des États de l'Afrique de l'Ouest (CEDEAO) depuis 1975, de l'Organisation mondiale du commerce (OMC) depuis 1995, de l'Union économique et monétaire ouest-africaine (UEMOA) depuis 1994, du Conseil africain et malgache pour l'enseignement supérieur (CAMES) depuis 1968, de la Communauté des États sahélo-sahariens (CEN-SAD) depuis 1998, du Commonwealth depuis 2022 et de l'Organisation de la coopération islamique (OCI).
Le territoire est exploré dès 1470 par les Portugais, avant d'être progressivement colonisé par l'Allemagne à partir de 1884 sous forme de protectorat sous le nom de Togoland. Après la Première Guerre mondiale, le Togoland est divisé en deux mandats entre le Royaume-Uni dans l'ouest et la France dans l'est en 1916. Tandis que le mandat britannique est intégré à ce qui est aujourd'hui le Ghana en 1956, le mandat français obtient son indépendance en 1960 pour devenir le pays moderne, avec Sylvanus Olympio comme premier président. Cependant, le pays connaît rapidement des turbulences politiques. En 1963, Olympio est renversé et assassiné lors du premier coup d'État du pays. L'armée, dirigée par Gnassingbé Eyadéma, prend le pouvoir.
À l'issue d'un second coup d'État en 1967, Eyadéma devient officiellement président, entamant un règne autoritaire à parti unique. Malgré l'introduction du multipartisme au début des années 1990, il continue de se maintenir au pouvoir jusqu'à sa mort en 2005. Son fils, Faure Gnassingbé, prend la présidence et reste au pouvoir encore à ce jour. Malgré les progrès économiques, le Togo a continué de vivre sous une forte tension politique et des élections souvent contestées.

## Étymologie et toponymie
L'étymologie et la toponymie du Togo révèlent une histoire riche et une diversité culturelle marquée. Le nom « Togo » provient de la langue éwé, parlée dans le sud du Togo et du Ghana. Il signifie « derrière la falaise » ou « au-delà de la falaise » et faisait référence à l'origine à un petit village de pêcheurs situé près de l'actuelle capitale, Lomé. Ce terme est adopté par les explorateurs européens pour désigner cette région, avant de devenir un nom officiel sous la colonisation allemande en 1884, lors de la création du Togoland après un traité signé avec le roi Mlapa III.
La toponymie togolaise reflète également la diversité ethnique et linguistique du pays. Au nord, dans l'aire Oti-Volta, les noms de lieux révèlent les influences des peuples autochtones, avec des termes souvent liés à des caractéristiques géographiques ou historiques locales. Ces noms varient selon les langues et subissent parfois des altérations dues aux interactions entre groupes ou aux interprétations coloniales. Par exemple, la région comprend des appellations tirées des langues gur et kwa, qui témoignent des mouvements et des interactions de populations au fil du temps.
Le nom du Togo est traduit de manière similaire dans de nombreuses langues, souvent en reprenant directement la désignation « Togo », en raison de sa simplicité et de son origine géographique bien définie. En français, anglais, espagnol, ou allemand, le mot reste inchangé. Cette uniformité reflète son adoption sous la période coloniale allemande, puis sous le mandat français, qui a propagé son usage à l’international. Cependant, certaines langues ajoutent des suffixes ou modifient légèrement la prononciation.

## Géographie
Le Togo est un pays africain de 56 785 km2 dont la longueur est de 600 km et la largeur varie de 50 à 150 km. Le pays possède 126 km de frontière avec le Burkina Faso, 877 km avec le Ghana et 644 km de frontière avec le Bénin et est ouvert sur le golfe de Guinée au sud avec une côte de 50 km de long. Cette ouverture maritime se traduit par une étroite bande côtière où se trouvent des plages et des lagunes, notamment autour du lac Togo, emblématique de la région.

### Climat
Le climat du Togo est majoritairement tropical, mais il varie en fonction des régions. Dans le sud, particulièrement autour de Lomé, le climat est influencé par l'océan Atlantique et présente des températures relativement stables. De novembre à février, la température moyenne tourne autour de 28°C, tandis que les mois les plus chauds, comme mars, voient des températures culminant à 33°C. La saison des pluies se concentre principalement de mars à juin, avec des pics de précipitations en mai et juin, avant de diminuer pendant la période d'août à septembre. Les pluies sont particulièrement abondantes sur la côte, atteignant environ 870 mm par an à Lomé.
Dans le nord du pays, le climat est plus sec et les températures plus élevées. La saison sèche dure de novembre à mars, caractérisée par des températures parfois supérieures à 36°C, tandis que la saison des pluies, de mars à octobre, apporte de fortes précipitations, surtout entre juin et août. À Sokodé, par exemple, les précipitations annuelles peuvent atteindre 1400 mm, avec des journées de pluie plus fréquentes pendant la saison humide. Le climat dans ces régions est donc plus extrême, avec une chaleur intense pendant la saison sèche et des précipitations torrentielles durant l'été.

### Topographie
La topographie du Togo est marquée par une grande diversité de reliefs qui varient du sud vers le nord. Au sud, le pays est bordé par une étroite côte le long du golfe de Guinée, avec des plages et des lagunes. Cette zone est relativement plate, mais au fur et à mesure que l'on s'éloigne de la côte, le relief devient plus varié, avec une chaîne de montagnes dans la région des Plateaux. Le point culminant du Togo est le mont Agou, qui s'élève à 986 mètres d'altitude et se trouve dans cette chaîne montagneuse, offrant une vue panoramique sur les alentours.
Au nord, le relief se transforme en plateaux et savanes, avec des paysages plus ouverts et moins accidentés. La vallée de l'Oti traverse cette région, contribuant à la diversité topographique. Les montagnes de l'Atakora, traversant le pays du sud-ouest, proche de la ville d'Atakpamé jusqu'au nord-est proche de la ville de Kandé apportent un contraste marqué avec les plaines plus arides du centre et du nord du pays.

### Hydrographie

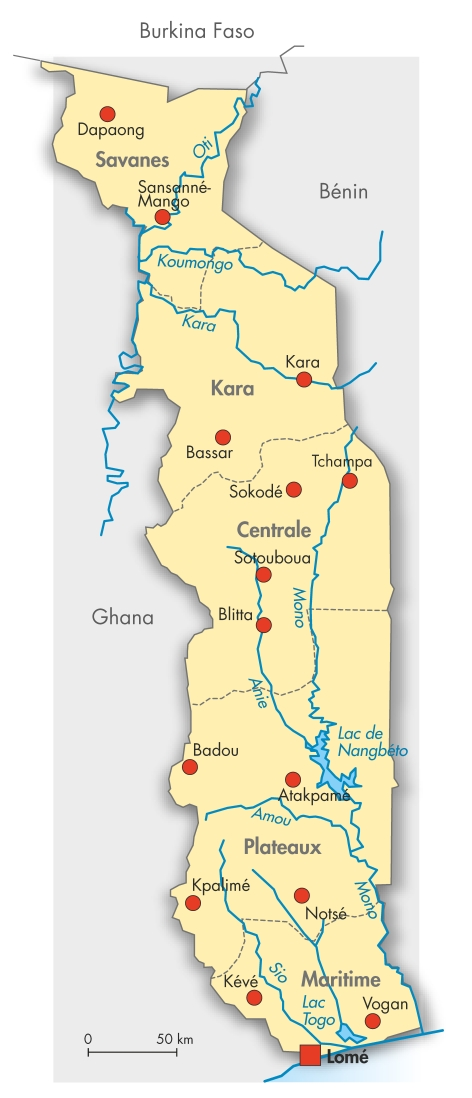
Fleuves et villes principales du Togo.

Le Togo dispose d'une côte de 56 kilomètres, bordée par l'océan Atlantique, caractérisée par un littoral diversifié et parfois en proie à une érosion importante. Les plages de sable fin et les lagunes comme celle de Togoville sont des éléments remarquables du littoral togolais. Cette zone est particulièrement affectée par des phénomènes naturels et humains, tels que l'exploitation du sable et la construction d'infrastructures, ce qui a accéléré l'érosion dans certaines zones, notamment près de Lomé. Le littoral du Togo, bien que moins large que celui de ses voisins, joue un rôle crucial pour les activités portuaires, notamment à Lomé, où le port est un point central pour l'économie du pays.
Le Togo est traversé par plusieurs fleuves et rivières qui dessinent ses paysages et soutiennent de nombreuses activités économiques. Le fleuve Mono, l'un des plus importants du pays, prend sa source au Togo, dans le massif de Tchaoudjo, et se dirige vers le sud en traversant la frontière avec le Bénin. Il mesure environ 467 kilomètres et déverse ses eaux dans l'Atlantique à travers des lagunes et des marais. Bien que peu abondant et irrégulier, avec des débits moyens variant de 0 m³/s en période d’étiage à 261 m³/s en moyenne lors des crues, le Mono reste crucial pour l’agriculture et la pêche dans sa vallée. Le barrage de Nangbéto, construit en 1987 proche de la frontière entre le Togo et le Bénin, régule partiellement ses eaux et soutient l’hydroélectricité, mais il a également déplacé des milliers de personnes et modifié l'écosystème local.
D'autres cours d'eau telles que l'Oti, qui prend sa source au Bénin avant de traverser le Burkina Faso, puis le Togo dans sa partie nord, jouent également un rôle majeur. Long de 320 kilomètres, l’Oti alimente des zones agricoles, notamment pour la culture du coton, du maïs et du sorgho. Dans la région de Kara, le fleuve Oti et ses affluents tel que le fleuve Kara sont essentiels à la vie locale, offrant des ressources en eau pour les populations rurales.
En outre, la région de Tchamba, la vallée du fleuve Haho (affluent du lac Togo) et la vallée du fleuve Kara, deux autres cours d'eau important respectivement dans le nord (au sein de la Région de la Kara) et dans le sud (au sein de la Région maritime) du pays, sont également cruciales pour l'irrigation des cultures et pour la pêche, bien que ces fleuves soient parfois sujets à des variations saisonnières. L’implantation de nouveaux barrages, comme celui du Mono, est également envisagée pour soutenir la production énergétique et améliorer la gestion de l'eau.

### Subdivisions
Le Togo est divisé en cinq régions administratives, divisées en 39 préfectures, elles-mêmes subdivisées en 117 communes, :
- la région maritime, avec comme chef-lieu : Tsévié ;
- la région des Plateaux, avec comme chef-lieu : Atakpamé ;
- la région centrale, avec comme chef-lieu: Sokodé ;
- la région de la Kara, avec comme chef-lieu : Kara ;
- la région des Savanes, avec comme chef-lieu : Dapaong.

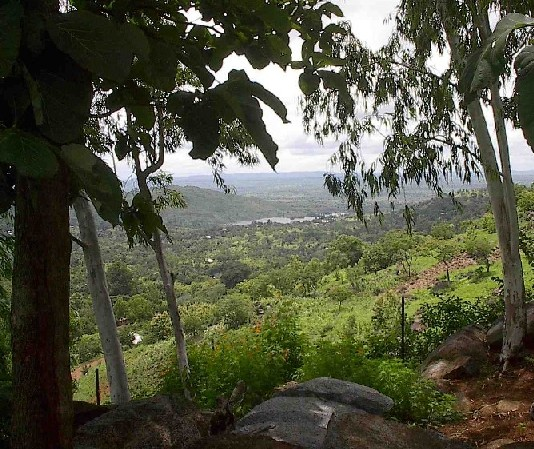
Paysage dans la région de la Kara, dans le Nord du pays.
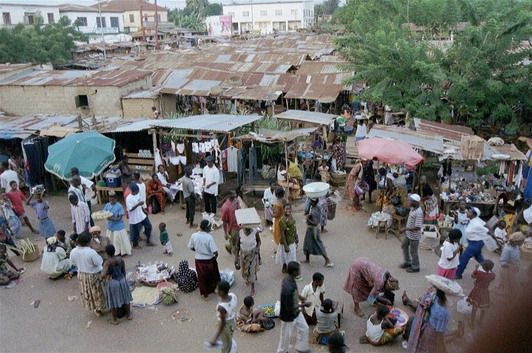
Marché de Kpalimé.
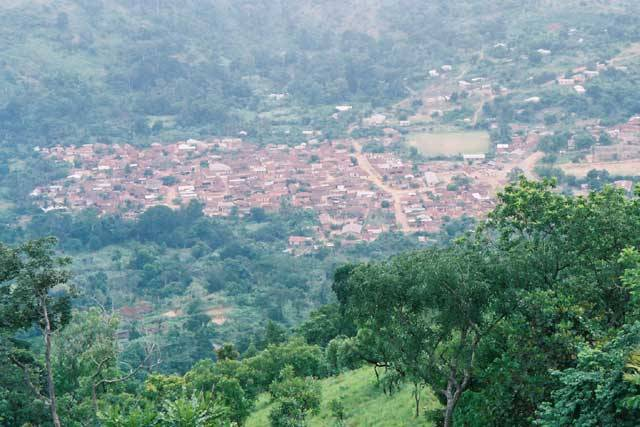
Région des Plateaux.
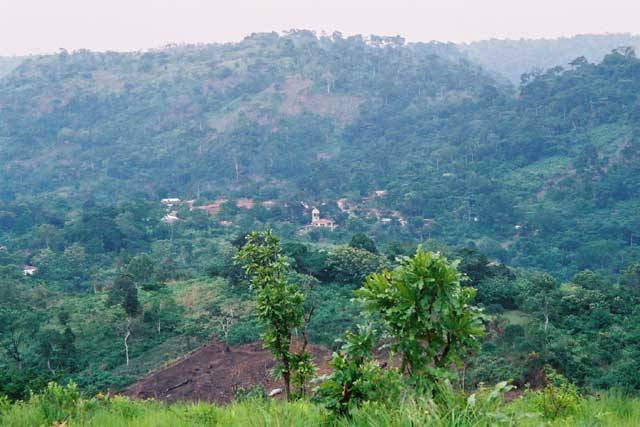
Région des Plateaux.
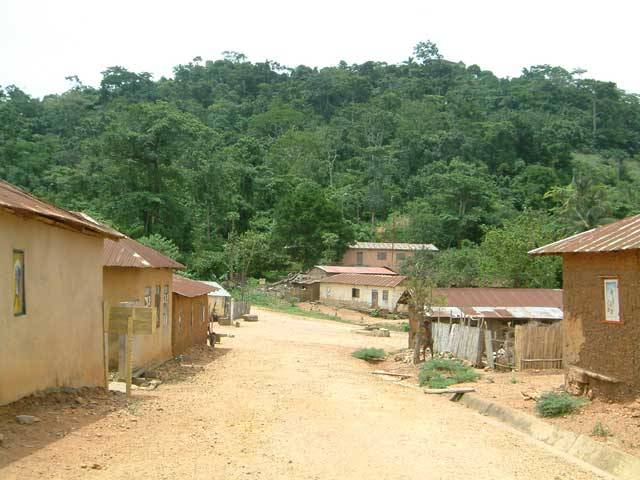
Village de la région des Plateaux.
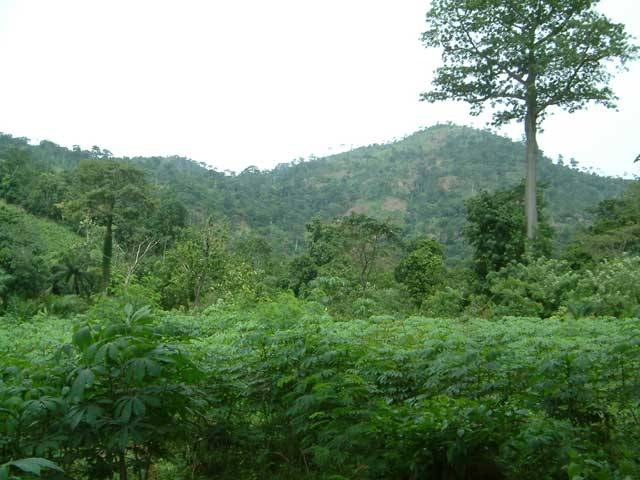
Paysage verdoyant de la région des Plateaux.
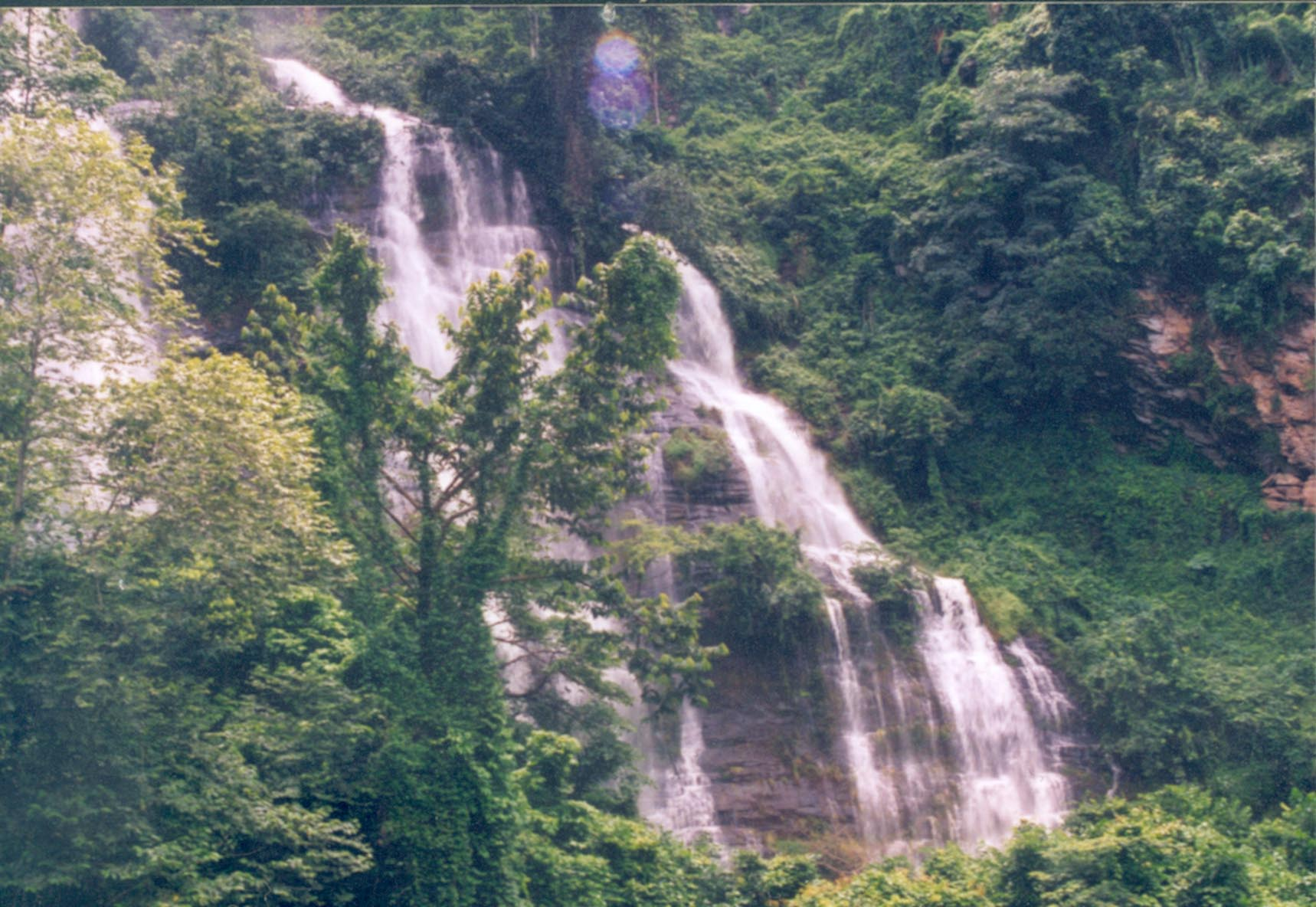
Chutes de Kpalimé.

### Axes de communication et de transports

#### Transport aérien
Le transport aérien au Togo est principalement centré autour de l’Aéroport International Gnassingbé Eyadéma (AIGE), qui sert de plaque tournante régionale. En 2022, le trafic passagers s'est élevé à environ 504 378 personnes sur le premier semestre, avec un volume de fret aérien de 7 147 tonnes sur la même période. Ces chiffres reflètent une reprise progressive du secteur après la crise liée à la pandémie de COVID-19, qui avait vu le trafic diminuer de moitié en 2020 par rapport à 2019.
L’aéroport dispose d’une capacité d’accueil annuelle d’environ 2 millions de passagers et dessert actuellement 10 compagnies aériennes, opérant 130 vols hebdomadaires en moyenne. Il se positionne dans le classement des 10 plateformes africaines pour le volume intra-africain de passagers, selon l'Association des Compagnies Aériennes Africaines (AFRAA).
Les autorités togolaises visent à doubler les performances du secteur aérien dans les prochaines années, grâce à des investissements dans les infrastructures et des partenariats stratégiques. Le pays dispose également d'un second aéroport international, l'aéroport international de Niamtougou.

#### Transport routier
Le transport routier est une composante clé de l’économie togolaise, représentant environ 8,4 % du PIB et assurant plus de 90 % des déplacements de biens et de personnes. Le réseau routier national s’étend sur 11 777 km, dont 2 101 km de routes nationales revêtues, 1 473 km de voiries urbaines, et 6 802 km de pistes rurales. Actuellement, environ 29 % des routes sont en bon état et environ 40 % des routes sont en mauvais état, des progrès par rapport aux 18 % de routes en bon état et 49 % de routes en mauvais état enregistrés auparavant, grâce à des investissements dans l’entretien et la modernisation des infrastructures.
En 2024, le gouvernement togolais a prévu d’investir 84 milliards francs CFA ( ~134 736 000 $ américains) pour l’aménagement et le bitumage de 206 km de routes, aligné avec l’ambition de renforcer le rôle du Togo comme hub logistique dans la sous-région. Cette stratégie inclut également des initiatives pour renouveler le parc automobile et professionnaliser les acteurs du secteur.
Cependant, des défis subsistent, notamment en matière de sécurité routière et de gestion des infrastructures. Des réformes structurelles sont en cours pour améliorer la fluidité du trafic et renforcer la sécurité, ce qui est essentiel pour soutenir le développement économique durable du pays.
Le réseau de transports en commun au Togo est dense, avec divers types de transports mobiles :
- Taxis/taxi moto communément appelé zémidjan (zem) ;
- Bus Sotral avec 19 lignes desservant l'agglomération de Lomé et son agglomération[40];
- taxi-brousse.

#### Transport ferroviaire
Le réseau ferroviaire du Togo s'étend sur environ 593 km,, entièrement à écartement métrique (1 000 mm). Les principales lignes incluent :
- Lomé - Blitta (286 km) : Initialement conçue pour transporter du coton, elle sert désormais principalement au fret, notamment pour le transport de phosphate.
- Chemin de fer Lomé–Kpalimé (119 km) : Construite pour relier des zones agricoles à la capitale.
- Lomé - Aného (en) (44 km) : Une courte ligne utilisée pour transporter des produits miniers vers le port.

Le transport de passagers est suspendu à la fin des années 1990 en raison du déclin des infrastructures. Aujourd'hui, seules des activités de fret sont maintenues, principalement gérées par la Société nouvelle des phosphates du Togo. Des projets visent à moderniser le réseau, notamment pour relier Lomé à Ouagadougou au Burkina Faso et améliorer les connexions régionales, mais ces initiatives avancent lentement.

## Histoire
Le Togo tire son nom du village de Togo (« Tóago » ce qui signifie originellement « au bord de l’eau (ou selon l’intonation ´au-delà de la colline’) » en langue éwé). Le village de Togo est aujourd’hui connu sous le nom de Togoville, ville coloniale allemande et première capitale du pays qui est située à l'est de la capitale actuelle Lomé sur les bords du lac Togo (nom donné par les Allemands au lac qui s’appelait le lac Gbaga)

### Périodes précoloniales
Les premières traces de la présence humaine au Togo remontent à plusieurs milliers d'années. Les populations autochtones, notamment les Ewe, les Tem, les Kabyés et les Gourmantché, ont établi des communautés agricoles et développé des systèmes politiques locaux.

### Époque coloniale (1470-1960)
Le Togo a souffert du commerce négrier que lui ont fait subir les liens commerciaux entre négriers occidentaux et rois tribaux à partir du XVIe siècle avant que la colonisation n'y mette fin au XIXe siècle. En 1884, le roi Mlapa III de Togoville signe un traité de protectorat avec l'Allemagne (représentée par Gustav Nachtigal), qui dure jusqu'à la Première Guerre mondiale.
En 1914, lors de la Première Guerre mondiale, une opération conjointe franco-britannique entre en contact avec la force allemande. Une troupe de la force publique du Congo belge vient également en aide aux Français et Britanniques. Les Allemands capitulent dès août 1914 et sont expulsés. La colonie est alors occupée conjointement par la France et le Royaume-Uni qui se partagent le territoire, décision confirmée le 10 juillet 1919, et qui fait du Togoland un mandat de la Société des Nations (SDN). Les Français occupent la majeure partie du pays, qui devient le Togo français ou Togoland oriental, et qui équivaut au Togo actuel, tandis que les Britanniques administrent la partie ouest du pays, le Togo britannique, aussi appelée British Togoland. Les deux parties du Togoland originel devaient être administrées dans la perspective d'une réunification ; mais, finalement, Français et Britanniques incorporent les mandats dans leurs sphères coloniales respectives. La partie française est rattachée à l'Afrique-Occidentale française (AOF), la partie britannique devient une province de la Côte-de-l'Or britannique.
En 1946, le pays passe sous tutelle internationale de l'Organisation des Nations unies (ONU), toujours gérée par la France. Le Togo français est détaché de l'AOF. Il obtient sa propre représentation au Parlement français et devient la république autonome du Togo. En 1956, le Togo britannique opte, lors d'un référendum d'autodétermination, pour son intégration au Ghana, l'ancienne Côte de l'Or. Ce rattachement est entériné par l'ONU en 1958 au prix de la division de certaines ethnies, voire de certaines familles.

### Le Togo indépendant

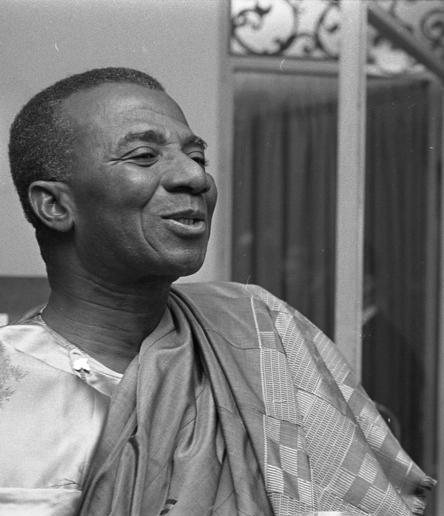
Sylvanus Olympio, premier président du Togo (1960-1963)

#### 1960-1963: présidence deSylvanus Olympio
En février 1958, la victoire du Comité de l'unité togolaise aux élections ouvre la voie à une indépendance complète du pays, confirmée six mois plus tard par la levée de la tutelle du pays par l'ONU.
Le Togo acquiert son indépendance complète le 27 avril 1960. Antérieurement, l’autonomie interne remontait au 30 août 1956, avec l'institution de la république autonome du Togo.
Sylvanus Olympio est le premier président togolais. Il instaure rapidement une dictature avec un parti unique, ce qui lui permet de remporter la totalité des sièges lors des élections législatives de 1961. À l’instigation du commandant français Georges Maitrier, chef de la gendarmerie nationale et conseiller du président dont le contrat de coopération arrive à terme, 626 vétérans togolais de l’armée française, dont une grande partie a combattu en Indochine et en Algérie, demandent à être intégrés dans les forces de sécurité togolaises qui comptent 300 membres. Sylvanus Olympio refuse. Ils le destituent dans un coup d’État, le 13 janvier 1963, dans lequel Olympio trouve la mort,. Ce coup d'État est revendiqué par Gnassingbé Eyadema, le père de l'actuel président. Par ailleurs, avant son assassinat, Sylvanus Olympio avait un important projet, celui de retirer le Togo du franc CFA.

#### 1963-1967: présidence de Nicolas Grunitzky
L'ancien Premier ministre Nicolas Grunitzky devient président du Togo à la suite de ce coup d’État. Il est favorable à un rapprochement avec la France et signe des « accords de coopération » avec celle-ci, permettant à l'ancienne puissance coloniale d'user à sa convenance des ressources stratégiques. Quatre ans plus tard en 1967, il est destitué par un nouveau coup d’État où l'on retrouve Étienne Gnassingbé Eyadema. En exil, il meurt le 27 septembre 1969 à Paris dans un accident de voiture.

#### 14 janvier - 14 avril 1967: présidence de Kléber Dadjo
Kléber Dadjo, colonel dans l'armée de la République togolaise, est président éphémère du Togo du 14 janvier au 14 avril 1967. Il est déposé lui-même par le sergent Gnassingbé Eyadema, qui impose une dictature au Togo durant presque quatre décennies, de 1967 à 2005.

#### 1967-2005: présidence de Gnassingbé Eyadema
Tirant les leçons des divisions constatées dans le cadre du multipartisme, Étienne Gnassingbé Eyadema crée le Rassemblement du peuple togolais (RPT), un parti unique et d'État. Une nouvelle constitution en 1979 instaure la Troisième république et donne le pouvoir au président par une élection au suffrage universel. Il est ensuite réélu en 1986. En 1990, à la suite de violentes manifestations suivies d'une conférence nationale, un premier ministre issu de l'opposition, Maître Joseph Kokou Koffigoh, est nommé. L’adoption d’une nouvelle constitution en 1992 n’apaise cependant pas les tensions. En 1993, Eyadema remporte de nouveau l’élection présidentielle boycottée par l’opposition. Lors des élections de 1998, Eyadema est proche de la défaite face à Gilchrist Olympio, fils de Sylvanus Olympio. Il remporte cependant l’élection dans des conditions très controversées. Gnassingbé Eyadema est réélu en 2003 à la suite d'un changement dans la constitution pour l’autoriser à se présenter à nouveau. Il meurt le 5 février 2005.

#### 28 août 1991: Conférence nationale souveraine
Après deux mois de violence intensifiée, Eyadéma a permis la convocation d’une conférence nationale souveraine, sous la condition qu’il reste président pendant la période de transition, même la création d’un corps législatif provisoire, de l’élection d’un Premier ministre par intérim, et de l’établissement des élections à suivre.

#### 1992: assassinat de Tavio Amorin
Tavio Amorin est un opposant socialiste togolais né le 20 novembre 1958 et mort assassiné le 29 juillet 1992 sous le régime de Gnassingbé Eyadéma. Il a dirigé le Parti socialiste panafricain. Il était l'un des leaders politiques qui dénonçaient ouvertement la mauvaise gestion du gouvernement.

#### Depuis 2005: présidence de Faure Gnassingbé (présidence de la République puis présidence du Conseil)
À la suite du décès de Gnassingbé Eyadema et profitant de l’absence au pays du président de l’Assemblée nationale qui, selon l’article 65 de la Constitution, doit assurer l’intérim de la présidence, l’armée togolaise prend la décision de confier le pouvoir au fils de Gnassingbé Eyadema, Faure Gnassingbé. L'Union africaine par la voix du président de la Commission Alpha Oumar Konaré dénonce un coup d’État militaire.
Le 25 février 2005, à la suite des pressions de la CEDEAO et de l’Union européenne, Faure Gnassingbé se retire et laisse la place au vice-président de l’Assemblée nationale togolaise, Abbas Bonfoh. Ce dernier assure l’intérim de la fonction présidentielle jusqu’à la tenue d'élections le 24 avril 2005. Quatre candidats se présentent : Faure Gnassingbé, soutenu par le Rassemblement du peuple togolais (RPT), Emmanuel Bob Akitani, candidat de la coalition de l’opposition radicale, Harry Olympio, candidat du Rassemblement pour le soutien à la démocratie et au développement (RSDD, opposition modérée) et Nicolas Lawson, homme d’affaires qui annonce le retrait de sa candidature le 22 avril 2005.
Le scrutin se déroule dans des conditions très controversées, l’opposition dénonçant des fraudes. Emmanuel Bob Akitani, chef de l’opposition, se déclare vainqueur avec 70 % des voix alors que le gouvernement déclare Faure Gnassingbé élu. Dès l’annonce des résultats, des manifestations émaillées de violences éclatent dans les principales villes. Elles seront violemment réprimées par les forces de l'ordre. Le gouvernement décide de mettre en place une commission nationale d'enquête qui estime le nombre de morts à des centaines, plus de 800 selon la Ligue togolaise des droits de l'homme (LTDH). De nombreux Togolais, environ 40 000, se réfugient dans les pays voisins, le Bénin et le Ghana. Le 3 mai 2005, Faure Gnassingbé prête serment et déclare qu’il se concentrera sur « la promotion du développement, le bien commun, la paix et l’unité nationale ».
Le 8 juin 2005, Edem Kodjo, président de la Convergence patriotique panafricaine (CPP, opposition modérée), est nommé Premier ministre. Il est chargé de constituer un gouvernement d’union nationale.
Amnesty International publie en juillet 2005 un rapport dénonçant selon ses propres termes « un scrutin entaché d’irrégularités et de graves violences » tout en montrant que « les forces de sécurité togolaises aidées par des milices proches du parti au pouvoir (le Rassemblement du peuple togolais) s’en sont violemment prises à des opposants présumés ou à de simples citoyens en ayant recours à un usage systématique de la violence ». Le rapport reproche aussi à la France son rôle ambigu dans la situation actuelle. Les violences consécutives aux événements politiques de 2005 auraient entraîné entre 400 et 500 morts.
En 2010 est organisée une élection présidentielle, où le président Faure Gnassingbé est réélu avec 61 % des voix. Gilchrist Olympio, candidat naturel de l'UFC, est remplacé au dernier moment par Jean-Pierre Fabre.
Des heurts ont lieu en protestation à cette élection entre militants de la coalition et forces de l'ordre. Les élections ont été dénoncées par l'Union européenne, finançant les élections, qui au travers de ses observateurs a constaté des irrégularités dans la campagne électorale.
En 2013, de nouvelles élections législatives sont organisées. Le parti Unir obtient 62 sièges sur 91 soit la majorité absolue. L'ANC devient le premier parti de l'opposition avec 19 sièges. Un regroupement des principaux partis d'opposition (le Combat pour l'alternance politique) dénonce par avance des fraudes massives pour l'élection présidentielle de 2015.
Faure Gnassingbé est à nouveau réélu lors de l'élection présidentielle d'avril 2015, avec 58,75 % des suffrages exprimés, contre 34,95 % pour son principal adversaire Jean-Pierre Fabre. Une élection jugée libre et transparente par l'UE et les principaux observateurs internationaux. L'abstention s'élève à 40,01 %, contre 35,32 % à la précédente présidentielle de 2010. Du côté de l'opposition, Tchabouré Gogué, président de l'Alliance des démocrates pour le développement intégral (ADDI), a obtenu 3,08 % des suffrages, Komandega Taama, président du Nouvel engagement togolais (NET), 1,06 %, et Mouhamed Tchassona-Traoré, président du Mouvement citoyen pour la démocratie et le développement (MCD, opposition), 0,99 %. Il nomme Premier ministre Komi Sélom Klassou le 5 juin 2015 jusque-là premier président de l'Assemblée nationale. Faure Gnassingbé se présente pour un quatrième mandat lors des élections présidentielles de 2020. Il est reconduit et l'élection est contestée une nouvelle fois par l'opposition.
En 2021, David Ekoué Dosseh, un professeur de médecine à l'origine de Togo Debout, la « plateforme citoyenne » créée le 22 septembre 2017, figure sur la liste établie par le collectif Forbidden Stories de 300 Togolais espionnés par le logiciel Pegasus.
Le 26 mars 2024, le parlement vote un changement de constitution pour passer d'un régime présidentiel à un régime parlementaire, dans lequel le président ne sera plus élu au suffrage universel mais désigné par le parlement. Cette mesure est jugée permettre à l'actuel président de rester en place de manière prolongée,

## Politique et administrations
Le Togo est une république d'Afrique de l'Ouest, dont l'organisation politique et administrative a été façonnée par plusieurs constitutions depuis son indépendance en 1960. La Constitution de 2024, adoptée par voie parlementaire, a instauré un régime parlementaire avec un Parlement bicaméral.

### Organisation des pouvoirs
La Constitution de 1992 définit l'organisation des pouvoirs au Togo. Le pays adopte un régime semi-présidentiel, où le pouvoir exécutif est partagé entre le président de la République et le Premier ministre. Le président, élu au suffrage universel direct pour un mandat de cinq ans renouvelable, est le chef de l'État et des armées. Il nomme le Premier ministre, qui dirige le gouvernement et coordonne l'action ministérielle. Le pouvoir législatif est exercé par une Assemblée nationale monocamérale, composée de députés élus pour cinq ans au suffrage universel direct. Le pouvoir judiciaire est indépendant, avec une Cour constitutionnelle chargée de veiller à la conformité des lois à la Constitution.

### Gouvernement
Le gouvernement togolais est dirigé par le Premier ministre, assisté de ministres responsables de différents départements. Les ministres sont nommés par le président de la République sur proposition du Premier ministre. Le gouvernement est responsable devant l'Assemblée nationale, qui peut le renverser par une motion de censure.

### Découpage territorial et décentralisation
Le Togo est subdivisé en cinq régions administratives : Maritime, Plateaux, Centrale, Kara et Savanes. Ces régions sont elles-mêmes divisées en 39 préfectures, qui sont ensuite subdivisées en communes et en cantons. Les communes sont les unités de base de l'administration locale et sont dirigées par des conseils municipaux élus. Depuis les années 2000, le Togo a entrepris un processus de décentralisation visant à transférer davantage de compétences et de ressources aux collectivités locales, afin de renforcer la participation citoyenne et améliorer la gouvernance locale.

### Relations internationales
Le pays est membre de l'Organisation des Nations unies (ONU), de l'Organisation internationale de la francophonie (OIF) depuis 1970, du Fonds Monétaire International (FMI), de l'Organisation des nations unies pour l'éducation, la science et la culture (UNESCO), de l'Organisation pour l'harmonisation en Afrique(OHADA), de la Communauté économique des États de l'Afrique de l'Ouest (CEDEAO) depuis 1975, de l'Organisation mondiale du commerce (OMC) depuis 1995 de l'Union économique et monétaire ouest-africaine (UEMOA) depuis 1994, du Conseil africain et malgache pour l'enseignement supérieur (CAMES) depuis 1968, de la Communauté des États sahélo-sahariens (CEN-SAD) depuis 1998, du Commonwealth depuis 2022, de l'Organisation de la coopération islamique (OCI), de l'Union Africaine (UA) depuis 1963, de la banque africaine de développement (BAD) depuis 1964, de la zone de paix et de coopération de l'atlantique sud (ZPCAS) depuis 1986, de l'organisation internationale sur le bambou et le rotin (INBAR), de l'organisation de la coopération islamique (OCI) et est membre de l'organisation internationale pour les migrations (OIM).

## Population et société

### Démographie

#### Plus grandes villes
La population actuelle du Togo est d'environ 9,63 milllions d'habitants dont 51% de femmes et 49% d'hommes en janvier 2025. Voici les classements des villes les plus et moins peuplées du Togo en 2023:
| Rang | Région              | Villes     | Chef-lieu régional | Genre (masculin) | Genre (féminin) | Population (2023) |
| ---- | ------------------- | ---------- | ------------------ | ---------------- | --------------- | ----------------- |
| 1    | Région maritime     | Grand Lomé | Non                | 1 060 504        | 1 127 872       | 2 188 376         |
| 2    | Région de la Kara   | Kara       | Oui                | 79 613           | 78 477          | 158 090           |
| 3    | Région des Savanes  | Dapaong    | Oui                | 56 976           | 60 699          | 117 675           |
| 4    | Région centrale     | Sokodé     | Oui                | 57 250           | 58 192          | 115 442           |
| 5    | Région des Plateaux | Atakpamé   | Oui                | 47 944           | 50 249          | 98 193            |
| 6    | Région des Plateaux | Kpalimé    | Non                | 42 058           | 45 420          | 87 478            |
| 7    | Région maritime     | Tsévié     | Oui                | 36 326           | 40 535          | 76 861            |
| 8    | Région des Plateaux | Anié       | Non                | 30 046           | 31 022          | 61 068            |
| 9    | Région des Savanes  | Cinkassé   | Non                | 28 056           | 28 774          | 56 830            |
| 10   | Région des Plateaux | Notsé      | Non                | 23 711           | 25 432          | 49 143            |
| 11   | Région maritime     | Tabligbo   | Non                | 17 643           | 19 318          | 36 961            |
| 12   | Région centrale     | Tchamba    | Non                | 17 915           | 18 258          | 36 173            |

| Rang | Région              | Villes        | Chef-lieu régional | Genre (masculin) | Genre (féminin) | Population (2023) |
| ---- | ------------------- | ------------- | ------------------ | ---------------- | --------------- | ----------------- |
| 1    | Région des Plateaux | Elavanyo      | Non                | 5 590            | 5 581           | 11 171            |
| 2    | Région centrale     | Blitta        | Non                | 5 404            | 5 511           | 10 915            |
| 3    | Région des Plateaux | Tohoun        | Non                | 3 958            | 4 578           | 8 536             |
| 4    | Région centrale     | Djarkpanga    | Non                | 4 151            | 3 962           | 8 113             |
| 5    | Région des Plateaux | Amlamé        | Non                | 3 885            | 4 111           | 7 996             |
| 6    | Région des Plateaux | Kougnohou     | Non                | 3 952            | 3 966           | 7 918             |
| 7    | Région des Savanes  | Mandouri      | Non                | 3 744            | 3 988           | 7 732             |
| 8    | Région de la Kara   | Pagouda       | Non                | 3 650            | 3 800           | 7 450             |
| 9    | Région des Plateaux | Danyi Apéyémé | Non                | 3 409            | 3 262           | 6 671             |
| 10   | Région des Savanes  | Naki-Centre   | Non                | 2 969            | 3 410           | 6 379             |
| 11   | Région maritime     | Kévé          | Non                | 2 383            | 2 806           | 5 189             |
| 12   | Région des Plateaux | Agou Gadzépé  | Non                | 2 199            | 2 355           | 4 554             |
| 13   | Région des Savanes  | Tandjoaré     | Non                | 1 426            | 1 660           | 3 086             |

#### Groupes ethniques
Le Togo compte une cinquantaine d’ethnies regroupées en plusieurs grands groupes. Le groupe kwa comprend les ewe, majoritairement situés au sud et représentant 22 % de la population, les ouatchis (10 %) et les guin également situés dans le sud. Le groupe gur regroupe les kabiyès, présents dans le nord et le centre (13 % de la population), les tem au centre, les batammariba et les moba-gurma dans le nord, ainsi que les tchamba ou kasselems au centre. Les Peulhs, ou Fulani, se trouvent aussi dans le nord et le centre du pays. Enfin, des ethnies mandingues, telles que les malinké, bambara et bobo-dioulas, sont principalement installées dans le nord, dans des villes comme Sokodé, Niamtougou et Dapaong.

### Religions

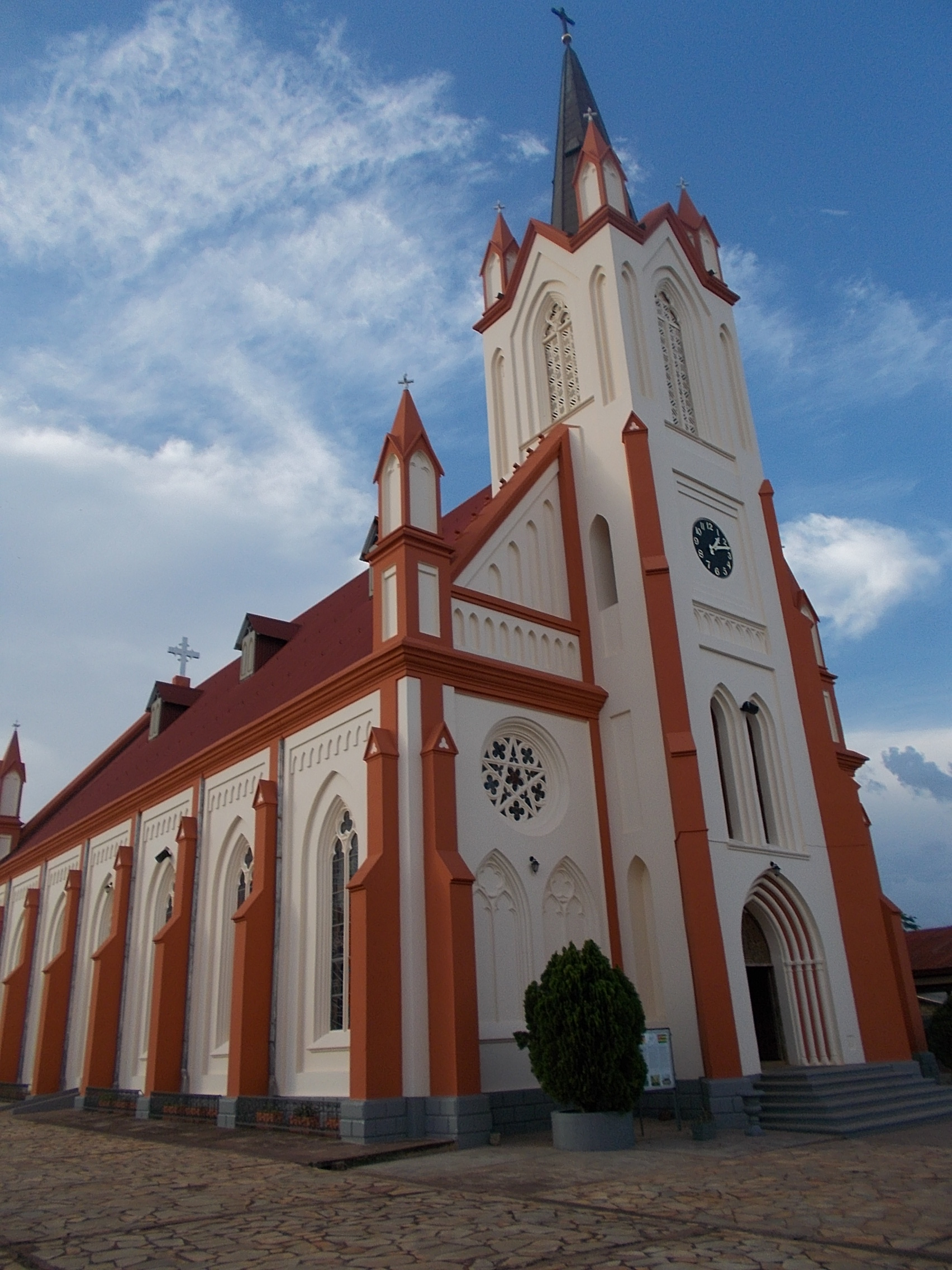
Cathédrale du Saint-Esprit de Kpalimé

En 2015, les religions au Togo se répartissaient de manière significative entre plusieurs grandes confessions et pratiques spirituelles. Les religions traditionnelles africaines, regroupées sous le terme d’animisme, représentaient 32,9 % de la population, témoignant de l’importance persistante des croyances ancestrales et des pratiques rituelles liées à la terre, aux ancêtres et aux esprits. Le catholicisme arrivait en deuxième position avec 26,8 %, indiquant une forte implantation de cette confession chrétienne, introduite principalement par les missionnaires pendant la colonisation. L’islam, pratiqué par 18,5 % de la population, est surtout représenté dans le nord du pays, où il s'est implanté à travers les échanges commerciaux transsahariens. Le protestantisme, comprenant notamment les Églises pentecôtistes et presbytériennes, rassemblait 15,6 % des Togolais. Les autres formes de christianisme, moins représentées, totalisaient 5,4 %, tandis qu’un petit pourcentage, 0,8 %, adhérait à d’autres croyances ou pratiques spirituelles.
Ces statistiques mettent en lumière la diversité religieuse du Togo, où coexistent croyances traditionnelles et religions abrahamiques. Les chiffres indiquent également un équilibre marqué entre les grandes confessions, malgré des différences régionales dans leur répartition. Cette pluralité reflète l’histoire du pays, marquée par l’influence des colonisations allemande, britannique et française, ainsi que par les interactions entre les cultures locales et les missionnaires. Les pratiques religieuses, souvent imbriquées, témoignent d’un syncrétisme où modernité et traditions continuent de cohabiter.

### Éducation
Depuis la rentrée scolaire de 2008, le Togo a instauré la gratuité de la scolarisation pour les élèves des écoles pré-scolaires et primaires publiques, une mesure visant à améliorer l'accès à l'éducation pour tous les enfants. Cette initiative a contribué à une augmentation significative du taux net de scolarisation au niveau primaire, atteignant 94,3 % en 2017, plaçant le Togo parmi les pays les plus performants de la sous-région ouest-africaine en matière d'éducation.
En ce qui concerne la parité entre les filles et les garçons, des progrès notables ont été réalisés. Au primaire, la quasi-parité a été atteinte, avec un taux brut de scolarisation de 114 % pour les filles et de 117 % pour les garçons en 2023.
Cependant, des disparités subsistent aux niveaux d'enseignement supérieur. Au secondaire, le taux brut de scolarisation est de 58 % pour les filles et de 70 % pour les garçons, indiquant une baisse de la parité à mesure que le niveau d'éducation augmente.
Pour soutenir ces avancées, le gouvernement togolais a augmenté le budget alloué à l'éducation de 52 % depuis 2020, démontrant un engagement fort en faveur de l'amélioration du système éducatif national.

### Santé
En 2006, l'espérance de vie féminine était de 60 ans, et celle masculine de 55 ans. En 2006, le total des dépenses pour la santé était à 5,5 % du PIB. En 2003, l'espérance de vie en bonne santé des femmes était de 46 ans, et celle des hommes de 44 ans.
Dans le secteur de la santé de la peau, la téléconsultation et la e-santé sont déjà utilisées pour donner des conseils dans les centres de santé qui manquent de personnel formé.En mars 2020, en réponse à la pandémie de Covid-19, le gouvernement du Togo a fermé les frontières terrestres du pays. Le Togo figure parmi les pays les moins avancés depuis 1980. En 2022 il affiche un indice de développement humain (IDH) de 0.547, le classant au rang n°163 sur 193.

## Sports

### Football
L'équipe nationale du Togo, surnommée les « Éperviers » dans le monde du ballon rond, est fondée en 1969. Sa tenue type est un maillot jaune, un short vert et des chaussettes jaunes et vertes. L'entraîneur est Paulo Duarte. Elle a atteint son meilleur classement FIFA en 2006 en atteignant la 56e place. Actuellement [Quand ?]elle est classée 131e.
Emmanuel Adebayor, joueur de football professionnel et ballon d'or africain en 2008, est actuellement [Quand ?]sans club depuis son départ du club paraguayen, Club Olimpia. Il est l'un des principaux acteurs de la qualification du Togo pour la première fois à une phase finale de la coupe du monde de football 2006 en Allemagne en marquant 11 buts. Il a notamment participé à la Coupe d'Afrique des nations avec le Togo en 2017 malgré leur élimination.
Le gardien de but Kossi Agassa, entraîneur des gardiens de but de l'étoile filante de Lomé, a également joué en équipe du Togo. Dans le classement FIFA du mois de décembre 2024, le Togo occupe la 119e place.

### Kayak
Le kayak a offert au Togo une reconnaissance internationale grâce à Benjamin Boukpeti, qui a marqué l’histoire en décrochant la première médaille olympique de son pays lors des Jeux olympiques de Pékin en 2008. Cette médaille de bronze en slalom K1 a non seulement mis en lumière les talents togolais dans des disciplines peu médiatisées en Afrique de l’Ouest, mais a également encouragé une plus grande attention envers les sports aquatiques dans la région. Boukpeti a poursuivi sa carrière sportive avec brio, atteignant la finale olympique lors des Jeux de Londres en 2012, consolidant ainsi son statut de figure emblématique du sport togolais.
En dehors de ses performances en compétition, Benjamin Boukpeti s’est engagé activement dans le développement du sport au Togo. Il a lancé plusieurs initiatives visant à permettre aux jeunes de pratiquer le kayak et d'autres disciplines sportives dans de meilleures conditions. Ces programmes incluent des formations techniques, la mise à disposition d'équipements adaptés et la sensibilisation à l’importance du sport pour le bien-être et l'éducation. Par son action, Boukpeti inspire une nouvelle génération de sportifs togolais et contribue à diversifier le paysage sportif national, souvent dominé par le football.

### Ski
Mathilde-Amivi Petitjean est entrée dans l'histoire en tant que première athlète à représenter le Togo aux Jeux olympiques d'hiver, lors de l'édition de 2014 à Sotchi, en Russie. Spécialiste du ski de fond, elle a participé à l'épreuve du 10 km classique, où elle a suscité l'admiration pour sa détermination et son rôle de pionnière dans une discipline peu commune pour les pays africains.
Originaire du Togo, Mathilde-Amivi Petitjean a grandi en France, où elle a découvert le ski de fond. Son parcours exceptionnel reflète un mélange de résilience et de passion, marquant une étape importante pour la diversification de la représentation africaine dans les sports d'hiver. Lors des Jeux de Sotchi, elle a attiré l'attention internationale en portant fièrement les couleurs de son pays et en inspirant une nouvelle génération d'athlètes africains à explorer des disciplines sportives moins traditionnelles.
Au-delà de sa performance, la participation de Petitjean a mis en lumière les défis que rencontrent les athlètes africains dans les sports d'hiver, notamment le manque d'infrastructures adaptées dans leurs pays d'origine. Elle a utilisé son expérience pour encourager le développement du ski au Togo et inciter les jeunes à s'impliquer dans des sports atypiques.

## Droits de l'Homme
En 2020, la Ligue togolaise des Droits de l'Homme (LTDH) a publié un rapport annuel qui met en lumière la situation préoccupante des droits de l'homme au Togo. Ce document dénonce de graves violations, notamment des cas de torture, des assassinats politiques, ainsi que des violences électorales qui ont marqué plusieurs décennies.
Les élections, souvent entachées par des accusations de trucages et des répressions violentes, sont un point central des préoccupations soulevées. La LTDH appelle à une meilleure transparence et à la protection des droits civiques et politiques pour tous les citoyens
Ces abus ont été régulièrement dénoncés par des organisations nationales et internationales, qui exhortent le gouvernement togolais à mettre fin aux pratiques contraires aux engagements en matière de droits de l'homme.

## Économie

États membres de la Communauté économique des États de l'Afrique de l'Ouest (CEDEAO).

L’économie du Togo repose essentiellement sur la culture vivrière qui représente l'activité de 65 % des travailleurs. Le reste de la main-d’œuvre (30 %) vit de la culture du cacao, du café, du coton mais surtout des mines de roches phosphatées[réf. nécessaire] qui sont vitales au pays. Le Togo est d’ailleurs le cinquième producteur mondial de roches phosphatées. Le pays est au palmarès des sept premiers producteurs africains de coton au milieu des années 2010.

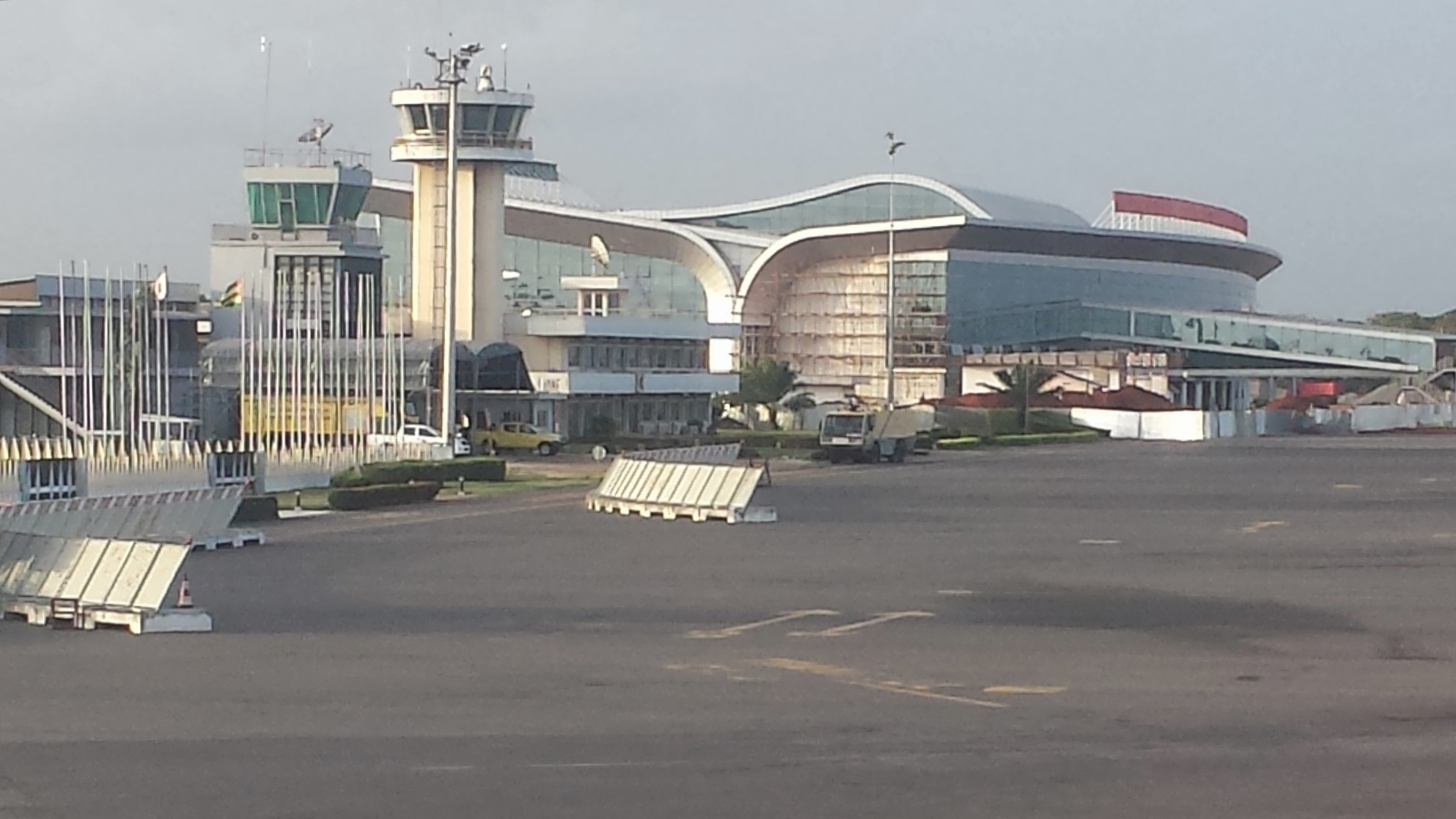
Aéroport international de Lomé-Tokoin.

À l’instar de nombreux pays africains (Sénégal, île Maurice, Namibie), le Togo s’est doté d’une zone franche dès la fin des années 1980. Ainsi, dans cette zone sont implantés des sociétés pharmaceutiques, des fabricants d’huiles végétales, des assembleurs informatiques, des distributeurs de produits cosmétiques, des prothésistes dentaires ou des entreprises de transport routier: Depuis le début du conflit en Côte d'Ivoire, le Togo est devenu une plateforme portuaire très importante pour les opérateurs de l’Ouest africain. Le port de Lomé, seul port en eau profonde de la sous-région, est donc une zone franche qui ne cesse de se développer rapidement. Le trafic conteneurisé (par conteneurs) à Lomé a doublé en trois ans pour atteindre 212 000 EVP (équivalent vingt pieds) en 2005.
À titre d’exemple, le port autonome de Lomé (PAL) a acquis en mars 2006 deux grues portuaires qui disposent d’une force de levage de 104 tonnes. Ces équipements sont destinés à accompagner l’extension et l’exploitation du terminal qui connaît une rapide expansion régionale et couvre les besoins de nombreux pays comme le Niger, le Mali ou le Burkina Faso. Ce projet doit permettre d’accueillir les navires de grande capacité et d’attirer ainsi les flux en transbordement, notamment ceux en provenance d'Asie.
En 2019, le PAL est primé « meilleur hub de transbordement en Afrique de l'Ouest » pour la troisième année consécutive.
Le Togo fait partie de la Communauté économique des États de l'Afrique de l'Ouest (CEDEAO) et de l'Union économique et monétaire ouest-africaine (UEMOA).
La Société nationale des chemins de fer belges (SNCB) est présente dans : le transport intérieur de voyageurs, en Afrique subsaharienne, effectué dans le cadre du service public ; le transport international de voyageurs par trains classiques, ou par trains à grande vitesse[réf. nécessaire].
En 2024, le Togo est classé en 117e position pour l'indice mondial de l'innovation.
En 2011, la France a annulé la dette du Togo d'un montant de 100 millions d'euros.

## Culture

### Langues
La langue officielle du Togo est le français. Les deux langues nationales sont l'éwé et le kabiyè, ces deux dernières adoptées comme telles en 1975. Il existe en outre 53 parlers au Togo, dont le mina (dialecte d'éwé parlé à Lomé) qui sert de langue véhiculaire principalement dans le sud du pays, mais aussi à travers presque tout le pays : le moba, le tem et le peul. Les langues vernaculaires du pays se scindent en deux groupes : les langues gur au nord et les langues kwa au sud. Si les parlers locaux sont majoritairement oraux, les langues éwé, moba et kabiyè sont aussi écrites.
Selon le rapport 2014 de l’organisation internationale de la francophonie (OIF), le Togo compte 39 % de francophones dans sa population. En majorité, l'éwé se pratique au sud de Lomé à Blitta et le kabiyè au nord. La langue la plus parlée par les togolais à la maison est l'éwé selon un sondage de 2012. Le français, héritage de la colonisation, et elle est largement utilisée dans l'administration, les médias et l'éducation. Toutefois, les langues nationales occupent une place importante dans la vie quotidienne des togolais. Parmi celles-ci, l’éwé et le kabiyé sont les plus répandues. L'éwé, parlé principalement dans le sud du pays, est une langue tonale appartenant à la famille des langues Gbe. Le kabiyé, quant à lui, est largement parlé dans le nord du Togo et fait partie des langues Gur.
Outre ces deux langues principales, d'autres langues régionales telles que le gén, le tem et le kotocoli sont également courantes. Ces langues, bien que moins répandues, sont cruciales pour l'identité culturelle des communautés locales. Le gén, par exemple, est très utilisé dans le sud-est du pays et dans certaines zones côtières. En raison de cette diversité, le Togo est un véritable carrefour linguistique, où chaque langue porte une riche tradition orale et des coutumes uniques. Cependant, la mondialisation et la dominance du français mettent certaines de ces langues en danger, ce qui souligne l'importance de leur préservation.

### Musique et danse

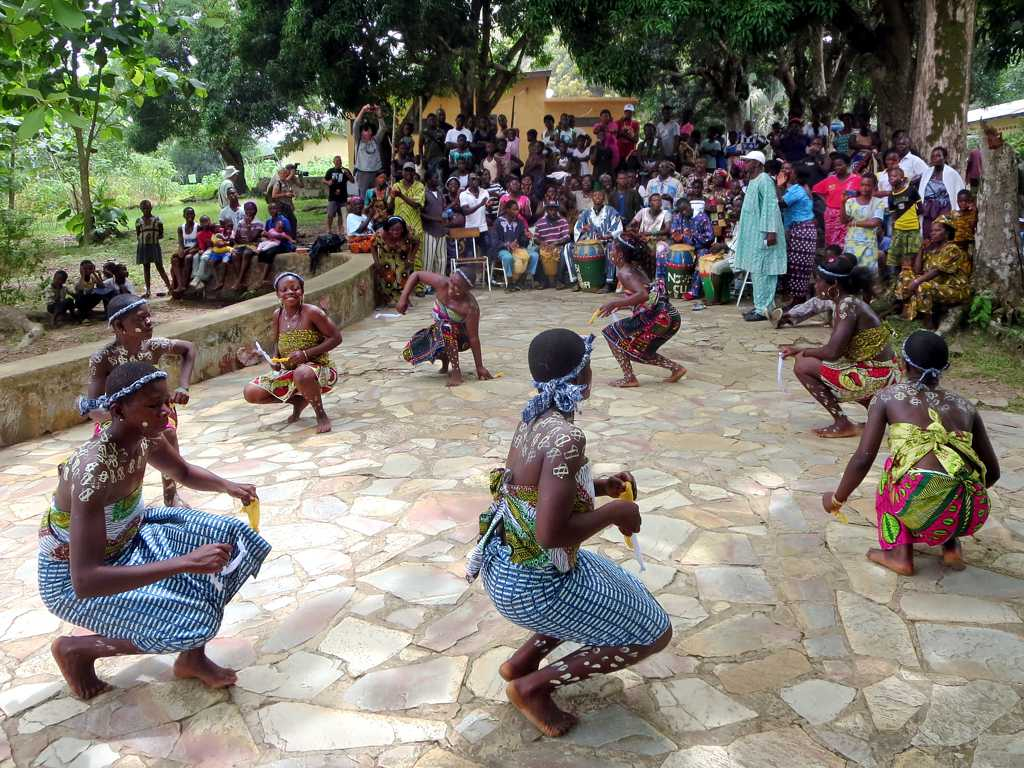
Danse traditionnelle.

Au Togo, la musique traditionnelle est intrinsèquement liée aux danses traditionnelles, qui elles-mêmes reflètent les valeurs, les vécus et les pratiques des différentes ethnies qui composent le pays. Ainsi, que ce soit sur la base des messages véhiculés dans les différentes chansons traditionnelles, des instruments de musique utilisés ou encore des danses exécutées. L’une des grandes stars de la musique traditionnelle du Togo est Bella Bellow. Elle chante majoritairement dans sa langue maternelle, le mina (ou gen). De sa voix rauque, elle a participé à la diffusion de la musique populaire togolaise et africaine.

### Fêtes et jours fériés
| Date        | Nom                       | Remarques                                                                 |
| ----------- | ------------------------- | ------------------------------------------------------------------------- |
| 1er janvier | Jour de l'an              | Fête marquant le début d'une nouvelle année selon le calendrier grégorien |
| 27 avril    | Fête de l'indépendance    | Fête nationale célébrant l'obtention de l'indépendance                    |
| 1er mai     | Fête nationale du travail | Rassemblement festif des employés et leurs employeurs                     |
| 1er shawwal | Aïd el Fitr               | Fête de rupture du jeûne du ramadan (célébration musulmane)               |
| 21 juin     | Jour des Martyrs          | En hommage aux personnes s'étant sacrifiées pour l'indépendance           |
| 25 décembre | Noël                      | Fête de la nativité de Jésus-Christ (fête chrétienne)                     |

### Gastronomie
La cuisine togolaise est variée et riche en saveur. Cette variété découle de la diversité culturelle et ethnique.
Les produits de la cuisine togolaise sont issues de la terre cultivée locale selon les régions du Togo tels que les tubercules (banane plantain, manioc, igname, le taro), les légumes, des produits de la mer (poissons, crevettes, crabes…). Les Togolais consomment aussi de la viande issue de l'élevage (poulet, pintade, canard, chèvre, mouton, bœuf, porc) et aussi de la chasse (rat palmiste, antilope, etc.).
Les épices sont très appréciées dans la cuisine togolaise. On peut citer : anis, poivre, clou de girofle, piment, etc.
Les boissons traditionnelles togolaises sont : le sodabi (liqueur obtenue après distillation du vin de palme) et le tchoukoutchou (boisson fermentée réalisée à base de mil). En dehors des boissons locales, le Togo dispose d'une brasserie nommée Brasserie BB Lomé dont l'un des produits Pils a reçu la médaille d'or au « Monde Selection Quality 2018 ».
Les plats principaux que l'on trouve au Togo sont : Akoumé, une pâte à base de différentes céréales dont la principale est le maïs est accompagnée généralement d'une sauce avec des feuilles (adémè (Corète potagère), gboma, fétri (gombo), kodoro (feuilles de Baobab), etc.) ; Fufu composé de tubercules tels que le manioc (Manihot esculenta), le taro (Colocasia esculenta) et principalement d'ignames cuites pilées accompagné d'une sauce tomate, d'une sauce d'arachide ; Ayimolou, un plat composé de riz et d'haricots. Il est souvent accompagné de sauce tomate et piment, ainsi que du poisson frit, des œufs bouillis, du Wangashi (fromage local frais) et bien d'autres accompagnements au choix.